# The square and the Tower
La plaza y la torre: Redes, jerarquías y la Lucha para Poder Global es un libro de Niall Ferguson, publicado en 2018. En este libro se explica que el papel de las jerarquías en el desarrollo de la historia ha sido sobrestimado mientras la redes de poder descentralizado han sido subestimadas o completamente pasadas por alto. En este libro, el autor muestra como desde el siglo XV hasta la actualidad las redes de poder descentralizadas han interactuado, colaborado y chocado con las jerarquías de poder centralizadas. 
- Datos: Q61112986